# 錦田樹屋
22°26′51″N 114°03′38″E / 22.447583°N 114.060686°E
錦田樹屋，位於香港元朗錦田水尾村遊樂場側，其獨特之處在於由一株結構複雜的巨大老榕樹包圍著一間石屋，保有香港多個紀錄，並且見證了清初下達遷界令（又名遷海令）的一段歷史。

## 古樹簡介
該株老榕樹屬細葉榕，《古樹名木冊》編號LCSD YL/6，樹幹直徑為6000毫米（樹幹離地1.3米之直徑），是香港之最；樹木高度為16.5米；樹冠達42米，這是與大埔社山村之著名樟樹一樣並列香港首位的紀錄；樹齡方面則至少超過100年。至於實際年齡則眾說紛紜，一說300年，一說400年，但有指榕樹所圍繞的石屋之磚塊技術僅有200年歷史，故推算若要吞噬石屋，榕樹樹齡不可能比磚塊的製成日期相差太遠，但普遍認同榕樹至少有逾150年的歷史。
古樹因此符合以下四個特性而被列入2004年起特別編製的《古樹名木冊》中：

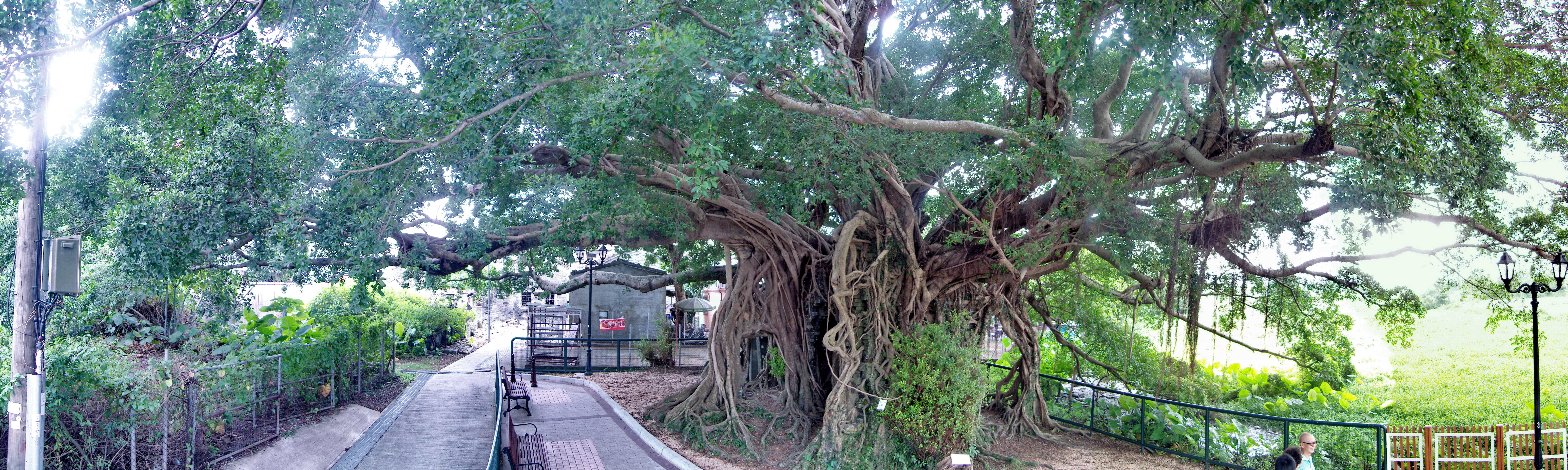
古榕闊42米的樹冠，已伸展到行人道外，直抵民居。

1. 樹齡超過一百年
2. 具文化、歷史或重要紀念價值
3. 樹形出眾
4. 大樹

## 石屋簡介

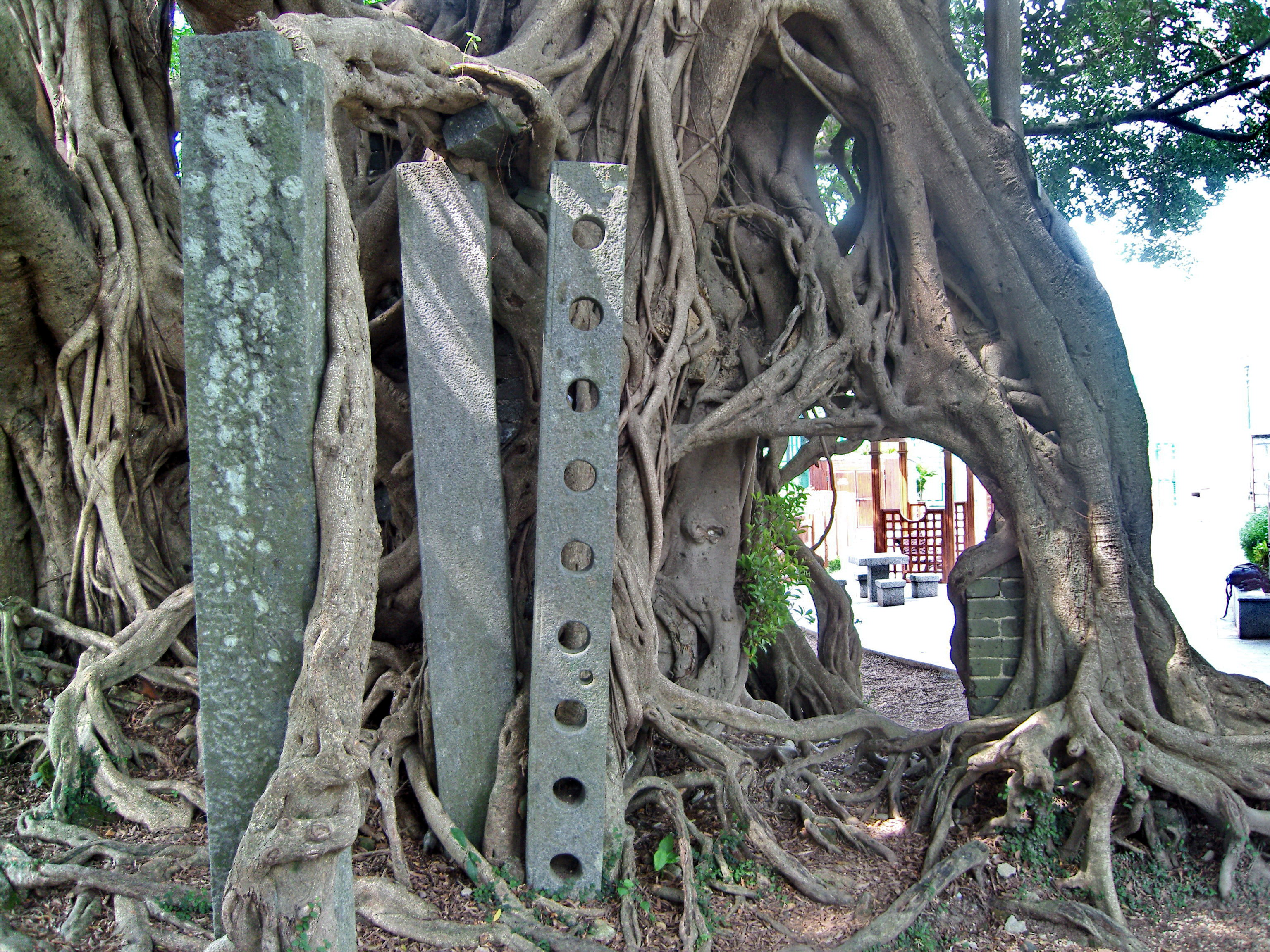
歷久尚存的麻石門框，前方的閘門則只剩下柱子

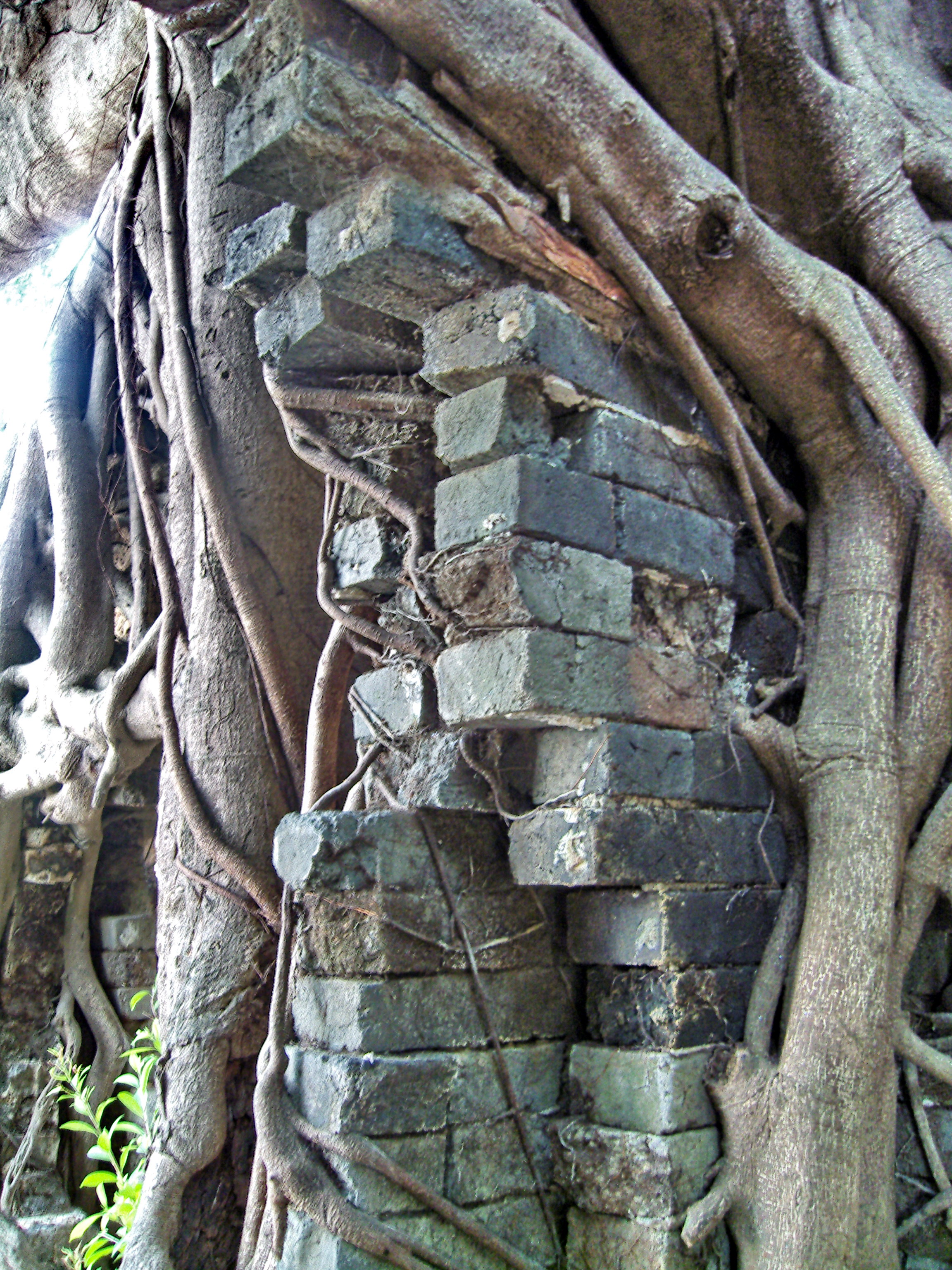
逾百年的歲月，樹根和枝幹早已滲入青磚之中

被榕樹纏繞著的所謂石屋，現時已無人居住，片瓦無存，只留下屋的一些磚牆和一具麻石門框。一說石屋至少擁有400年歷史，建於明朝晚年，是錦田鄧族的建築。著名旅遊人朱維德在他的作品《香港掌故》中指樹屋附近一帶本為山野地方，而石屋在當時原先是一間天后廟（又有名北明廟），另一說則認為是一間書齋。石屋本身為兩進三間式設計，以青磚建成，採用夾牆的方法建築（即以兩層磚塊砌成牆壁，中間部份每隔兩層以一橫磚連接）。中國南方炎熱潮濕，這種設計正好達至防潮和冬暖夏涼的作用，但相對來說增加了建築成本。

## 樹屋的形成
清朝初年，為防沿海居民接濟明朝遺臣鄭成功在台灣的鄭氏王朝，遂於康熙元年（1662年）頒布了一道遷界令，從山東省至廣東省的沿海居民必須向內陸遷徙50里，範圍包括大部份香港地區。遷海後使沿海居民家園盡失，田園荒蕪，漁鹽業廢置。加上實施海禁，使香港本區受到嚴重影響。遷海令的範圍亦包括當年錦田一帶，於是屋主唯有離開，自此之後石屋便被一直荒廢，一下子便是過百年的事。
慢慢地石屋旁的榕樹不斷成長，支幹盤繞，氣根橫生，一步步將屋包圍起來，並滲入磚瓦的隙縫中至後來將石屋壓垮並吞併其中。有「樹博士」之稱的香港大學地理學系講座教授詹志勇指細葉榕發展出的氣根可深入泥土層，並生長為新樹幹，接著樹幹又長出氣根，如此一直下去，最後形成「獨木可成林」的情況。

## 今天的樹屋
時至今刻，主樹幹的中間仍能看到磚墻夾雜其中，以及一度清晰可見的中國式麻石門框。古樹一邊支幹的部份亦發展得出奇地平直，甚至有直角轉彎的異常生長情形，仿如樹的棟樑，相信是因為支幹如八爪魚般繞著原有的石屋發展所致，及至後來磚塊被拿去，今天還能從古樹支幹的外形隱約地可看到石屋的部份輪廓，蔚為奇觀。
此外，有指包裹著石屋的榕樹氣根與樹幹的形貌，遠觀時像小動物，如猴、兔、蛇等形態。
新界原居民兼著名時裝設計師鄧達智形容樹屋是他兒時的遊樂場：「我兒時最喜歡爬上樹屋玩耍，數小時也不下來，有一種『I am the king』（指我是國王）的感覺。」又說：「（指樹屋）人去樓空，但樹木仍然存在，見證了歷史的變遷。」他並稱榕樹有氣根、較濕、多枝椏，以及吸引雀鳥築巢，尤為難爬。
由古樹和石屋結合而成的樹屋正可印證當年清朝下達遷海令對香港的影響這一段歷史。樹屋的典故加上獨特的形態遂使其成為香港本土的一個郊外旅遊勝地。

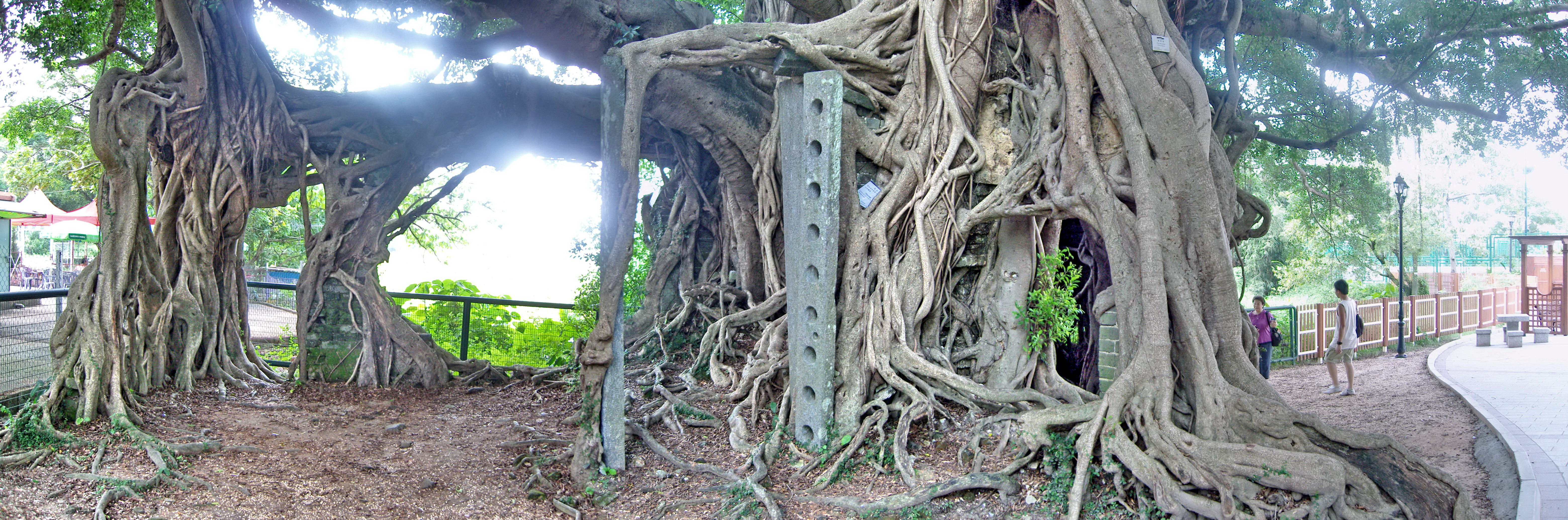
石屋已不復存在，但仍可從古榕的姿態看出大致輪廓。

## 樹屋的威脅

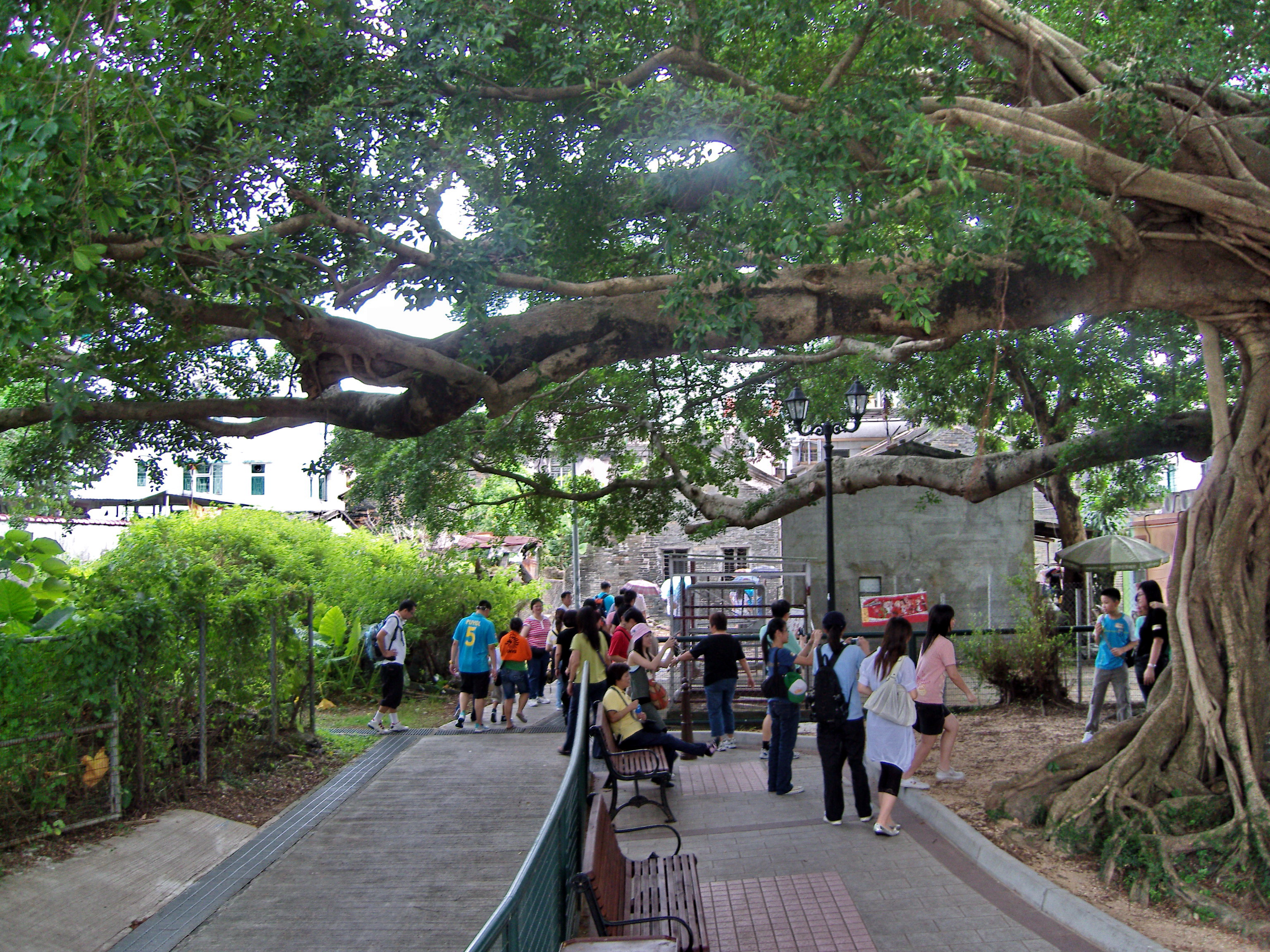
樹屋吸引不少遊人前來觀光並在樹下拍照留念。而從圖中所見，以混凝土蓋建的行人路與樹屋僅距半尺

然而，近年由於樹屋以及錦田鄉吸引了不少遊人參觀，但樹屋卻一直沒有被列入受保護文物中。樹幹被攀爬，石屋的部份磚塊被取去，門框與窗戶則因長年失修而脫落。這些均對樹和屋本身做成一定程度的破壞。
另一方面，康樂及文化事務署雖然將樹屋列入《古樹名木冊》中，但2006年12月18日至翌年1月15日由其部門負責、位於樹屋毗鄰的遊樂場翻新工程，卻將古樹約一半的根部切斷，原本藏在泥土下的樹根外露，部分更夾雜大量混凝土碎粒，而香煙盒、紙屑等垃圾則被隨意棄置在外露的樹根邊旁。
當地原居民稱，鋪蓋了混凝土的地方，本來是泥地一片。揭發事件的樹木專家詹志勇則指細葉榕藏根於泥土淺層，而非向深處生長，工人為了翻新遊樂場工程，於是將古樹的根部切斷，樹幹旁更鋪上大量混凝土，妨礙樹的生長。本來樹根在泥土伸展，現時卻使樹的生長範圍被受限制，難以吸取足夠的養份及儲存營養，樹木的鞏固能力亦隨之而下降。倘若樹根外露的部份受到真菌感染，更會觸發古樹因此而枯死。
此外，原有的行人路初時只是在泥土上鋪磚，古樹的根部大可在道路底下發展，可是由於是次改以混凝土築路，地基較深的行人路便有如一道用混凝土築成的牆，阻止樹根向該個方向伸延。
詹志勇又指細葉榕的壽命一般可達1000年，目前該古樹只屬壯年，且被斬根前仍保持健康，估算本來至少可活多超過300至400年，現時卻不排除古樹會因此一步一步枯萎。 
詹志勇批評事件中康文署保護古樹的常識不足，一方面容許遊樂場工程範圍過度接近古樹，另一方面又未有對工程有效監管，以致釀成大錯。

## 其他事蹟
九廣鐵路曾於1996年推出《東鐵旅遊誌》，當中便以圖文專題介紹樹屋，當時介紹可經九廣東鐵（現稱港鐵東鐵綫）的大埔墟火車站轉乘巴士前往錦田各景點。及後，九廣西鐵（現稱港鐵西鐵綫）在2003年通車，使往來錦田一帶的交通時間大為縮短，前往樹屋只需從錦上路站步行一段距離可至。至2005年，九廣鐵路推出《西鐵古跡大發現》供免費派發，除樹屋外，亦介紹了元朗、屯門等多個地方的古蹟。
1992年由羅啟銳及張婉婷編導的香港電影《我愛扭紋柴》中就曾以樹屋為背景，暗喻男女之間的關係糾纏，自此亦吸引了慕名以來的遊人，更連帶週邊的屋宇格價亦一度高漲。
2007年9月，綠色力量與新創建集團慈善基金特地以香港榕樹的歷史及文化背景舉辦了「港人·港樹·港情」活動，其中的一個項目揀選了12組榕樹給大家投票選出「香港人的榕樹」，除卻錦田樹屋外，當中還包括著名的荷李活道石牆樹、林村許願樹、廟街榕樹頭細葉榕、元朗大樹下細葉榕等亦在名單中。

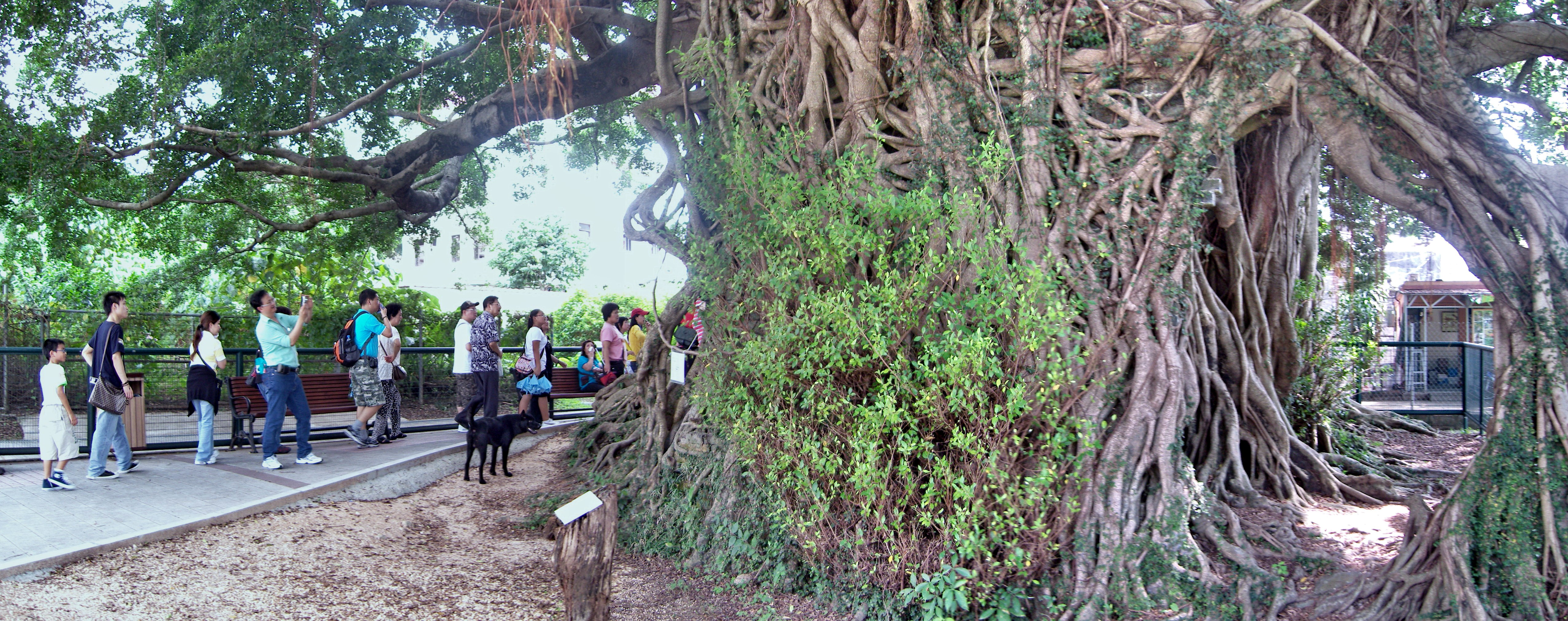
樹屋除了有一條直徑達6米的主樹幹外，還有多條樹幹，中間空心的地方形成了多條通道。這是由於往昔石屋猶在時，榕樹沿着石屋的屋頂和邊陲所致。

## 鄰近建築
錦田樹屋所在的水尾村以及一街之隔的水頭村是香港鄧族的發源地，因此有保有大量的古蹟，同時保有一片自然風貌。從水尾村的樹屋往北面不遠處走，有一個廣闊的水塘，稱為平湖。旁邊則有水尾村天后宮、村公所、水井和土地社壇等村建築，南邊的位置則有清樂鄧公祠（思成堂）、長春園與留耕堂。
位於水尾村南面的水頭村，古蹟文物更豐，包括有法定古蹟二帝書院，還有周王二公書院、泝流園（知稼堂）、便母橋（敬母橋）等，其中周王二公書院與錦田樹屋皆與清初遷海令的歷史有關。周王二公書院的建立，是為紀念及供奉清初的廣東巡撫王來任與兩廣總督周有德的，他們本奉命勘展邊界、深入民間，後卻深深體恤居民因海禁遷民所受之苦，因此當時二人上書朝廷，終成功使禁令解除。因此，若說樹屋見證了因遷海令而百業淍零的景像，周王二公書院則紀錄了遷海令的終結。

## 相關
- 安平樹屋